# Šilo-Brücke

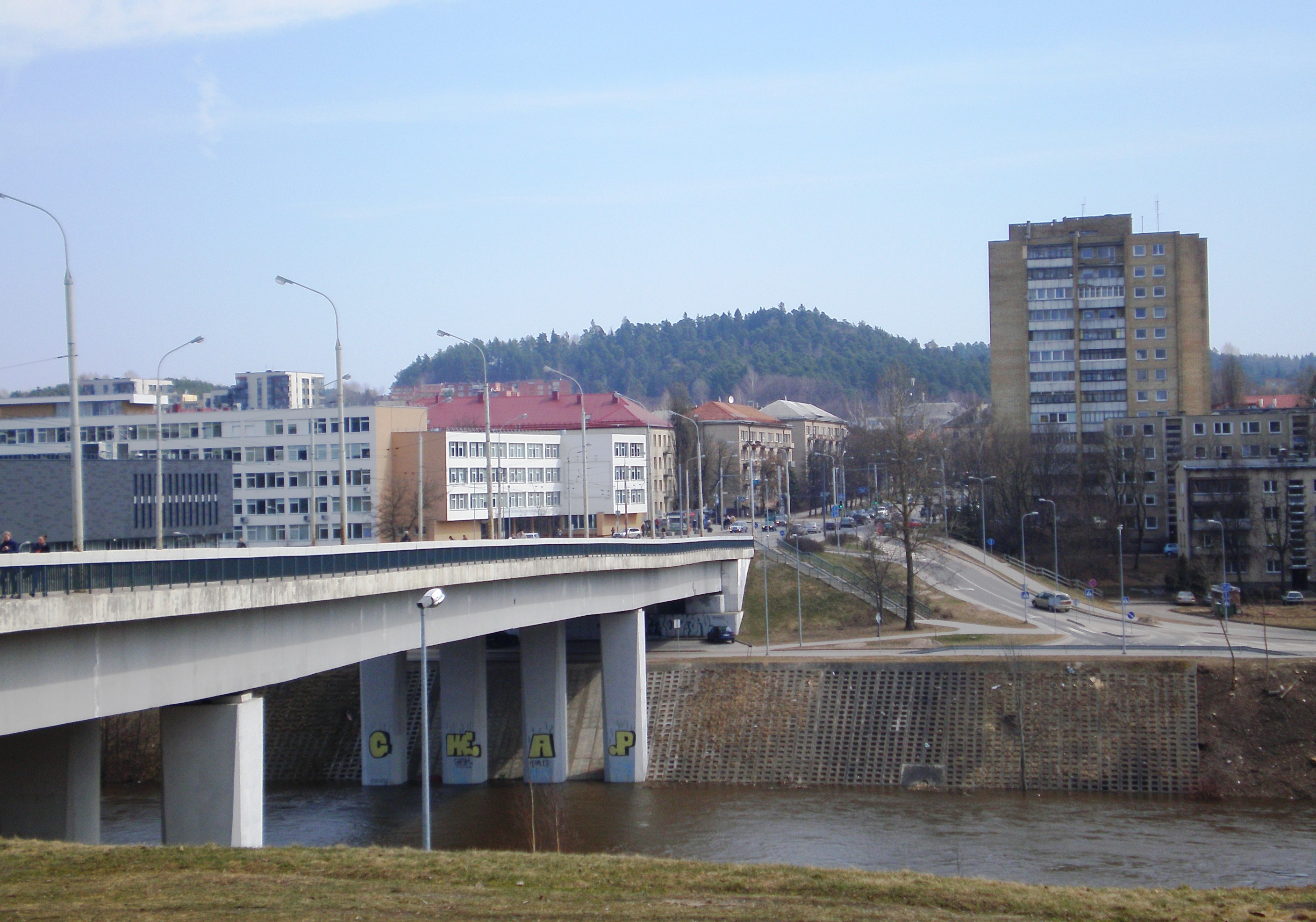

Die Šilo-Brücke (lit. Šilo tiltas) ist eine vierspurige Straßenbrücke über die Neris und verbindet die Stadtteile Antakalnis und Žirmūnai der litauischen Hauptstadt Vilnius. Im Osten grenzt sie an den Campus des Kollegs für Technologien und Design Vilnius.

## Geschichte
Die erste Brücke (bekannt als Antakalnis-Brücke) wurde hier in der Zwischenkriegszeit im damals polnischen Wilno errichtet, um Munition zu schmalen Bunkern in der Šilo-Straße zu transportieren. Sie wurde auch als Fußgängerbrücke genutzt, durfte aber während des Zweiten Weltkriegs von Zivilisten nicht benutzt werden. Am 8. Juli 1944 wurde die Brücke von deutschen Truppen beim Abzug aus Vilnius in die Luft gesprengt. Die neue Brücke wurde 1999 von UAB Tilsta gebaut.